# Saint-Lions
Saint-Lions is een gemeente in het Franse departement Alpes-de-Haute-Provence (regio Provence-Alpes-Côte d'Azur) en telt 35 inwoners (2009). De plaats maakt deel uit van het arrondissement Digne-les-Bains.

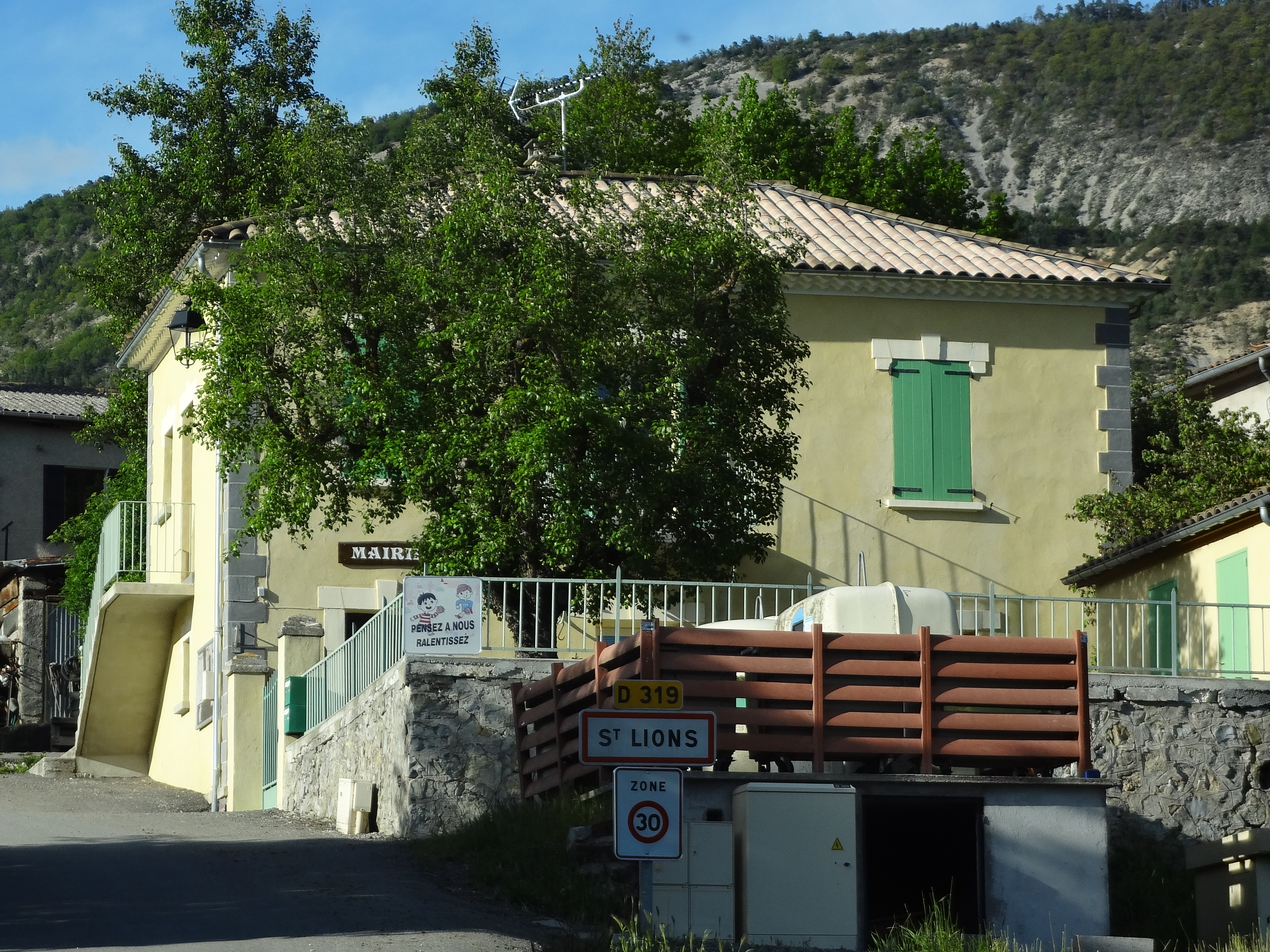
Gemeentehuis
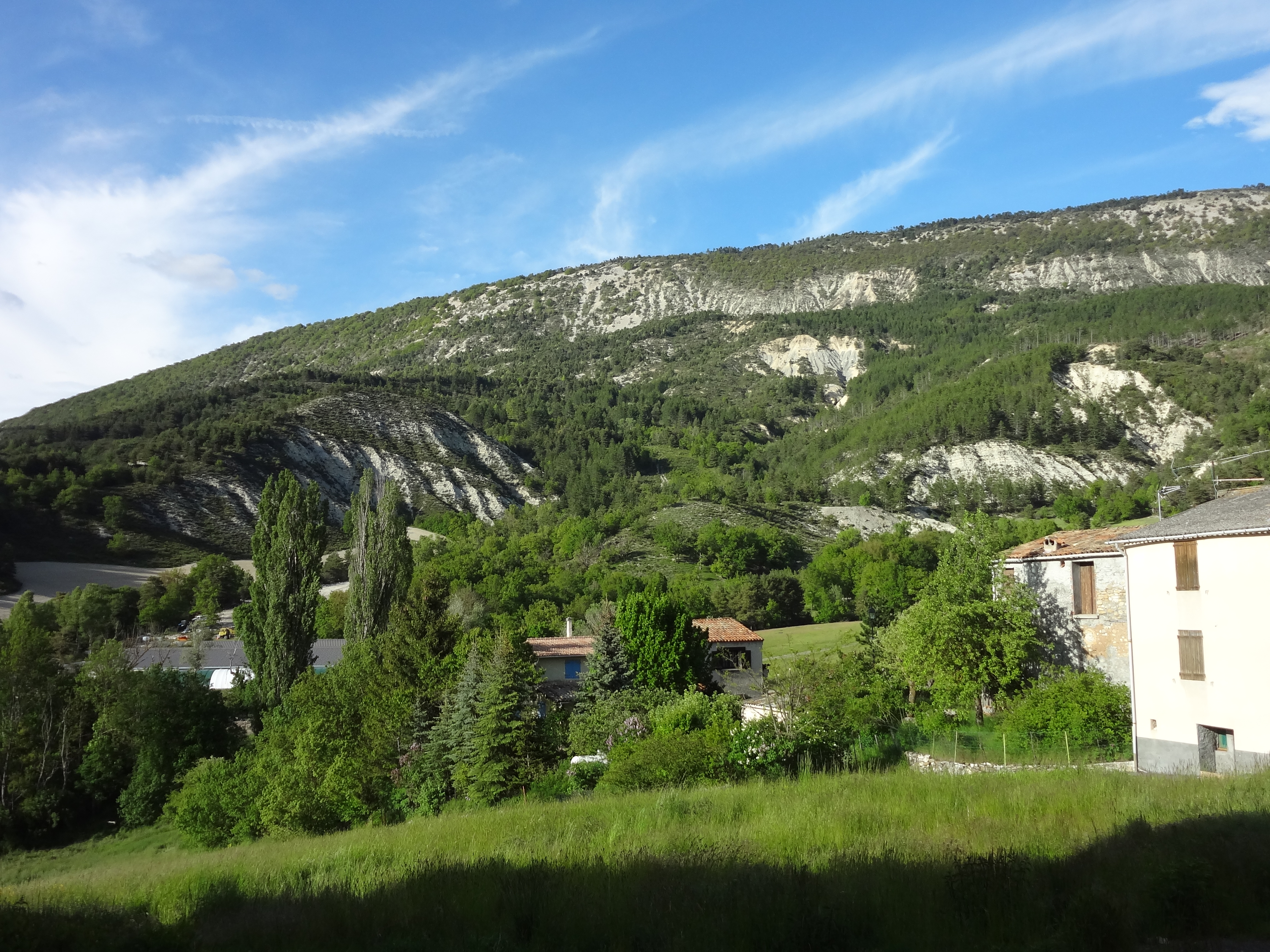
Omgeving
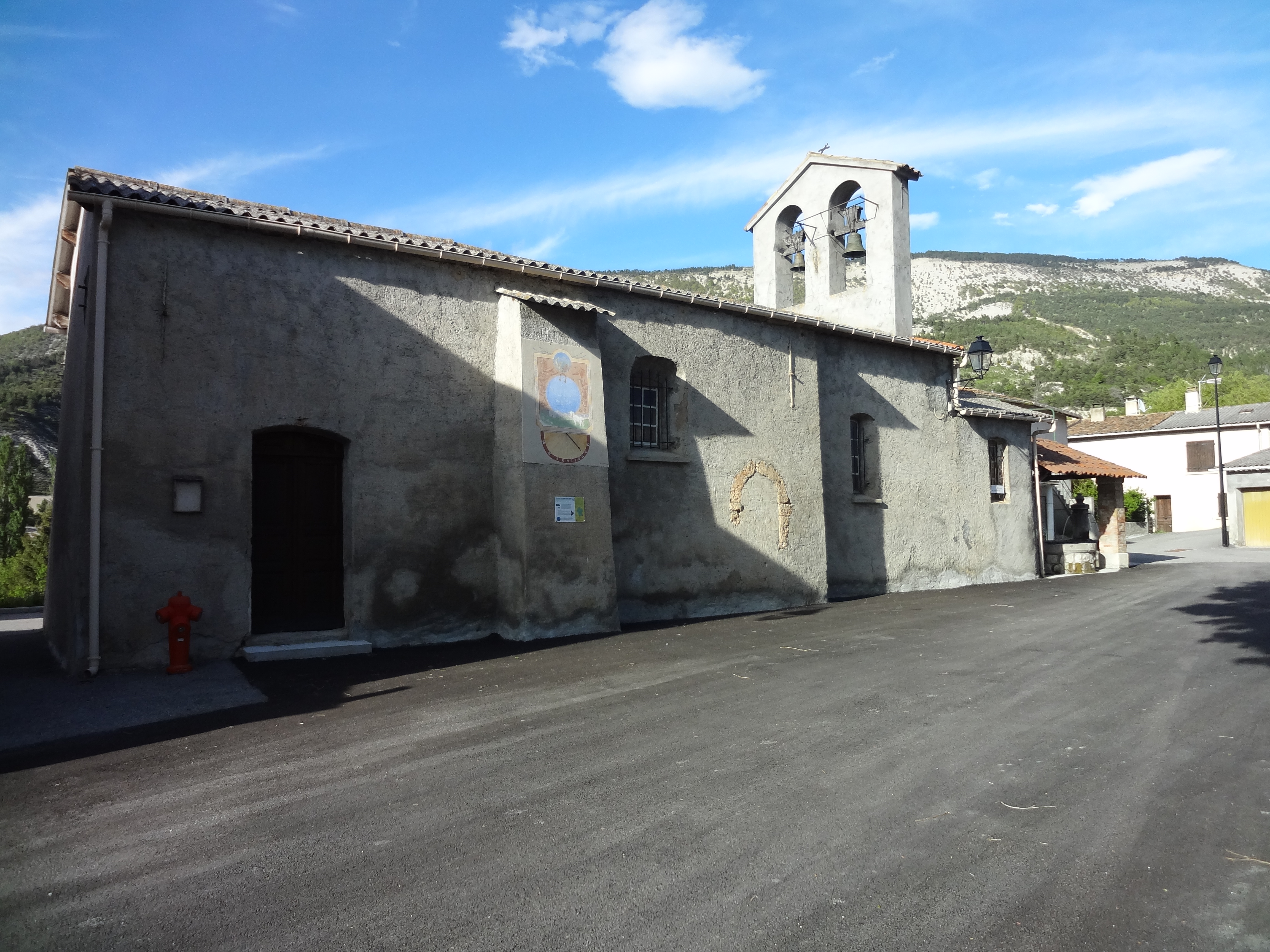
Kerk Saint-Laurent van Saint-Lions

## Geografie
De oppervlakte van Saint-Lions bedraagt 12,5 km², de bevolkingsdichtheid is dus 2,8 inwoners per km².
De onderstaande kaart toont de ligging van Saint-Lions met de belangrijkste infrastructuur en aangrenzende gemeenten.

## Demografie
Onderstaande figuur toont het verloop van het inwonertal (bron: INSEE-tellingen).
Vanwege een beveiligingsprobleem met de MediaWiki Graph-software is het momenteel niet mogelijk deze grafiek weer te geven. Zodra de software is bijgewerkt zal de grafiek vanzelf weer zichtbaar worden.